# Adel Gholami
Adel Gholami (pers.  عادل غلامی; ur. 9 lutego 1986 w Amol) – irański siatkarz, reprezentant kraju, grający na pozycji środkowego.

## Sukcesy klubowe
Mistrzostwo Iranu:
- 2012, 2013, 2016, 2017, 2018
- 2009, 2014
- 2010, 2011

Klubowe Mistrzostwa Azji:
- 2013, 2016, 2017, 2018
- 2012

## Sukcesy reprezentacyjne
Mistrzostwa Świata Kadetów:
- 2003

Mistrzostwa Azji:
- 2013
- 2009

Igrzyska Azjatyckie:
- 2014
- 2010

EuroVolley Challenge:
- 2010

## Nagrody indywidualne
- 2010: Najlepszy blokujący Igrzysk Azjatyckich
- 2012: Najlepszy blokujący Klubowych Mistrzostw Azji
- 2018: Najlepszy środkowy Klubowych Mistrzostw Azji